# Gourdinne
Gourdinne (en wallon Gourdène) est un village de l'Entre-Sambre-et-Meuse dans la province de Namur, en Belgique. Il fait administrativement partie de la ville belge de Walcourt située en Région wallonne. C'était une commune à part entière avant la fusion des communes de 1977. 

## Toponymie
Gourdinne pourrait venir de Gorduni, peuple soumis aux peuples celtiques des Nerviens et Aduatuques.

## Géographie
La commune est bordée au nord par Nalinnes, à l’est par Somzée, et au sud et à l’ouest par Thy-le-Château et arrosée par le Thirya.

## Évolution démographique
- Source : DGS, 1831 à 1970=recensements population, 1976=habitants au 31 décembre

## Histoire
Les Gorduni, clients des Nerviens, ont participé à la guerre des Gaules contre les envahisseurs romains. Les peuplades celtiques dont les Gorduni ont ainsi attaqué le camp romain de Quintus Cicéron lors de la guerre des Gaules.
On y a mis au jour les fondations d'une villa romaine et des tombes de cette époque. La voie romaine de Bavay à la Meuse passait par le territoire de Gourdinne. On note également la présence de tombes datant de l'époque mérovingienne.
Au XIIe siècle, Sébastien de Gourdinne est l’un des principaux vassaux du comte de Namur, Henri l'Aveugle. Les seigneurs successifs sont ensuite les de Werchin, de Jeumont, Melun, Ligne, Croÿ et Rohan.
Terre de Thy-le-Château tenue en fief par la Cour féodale de Morialmé, donc fief liégeois. En 1446, ce territoire, disputé par Namur et Liège, est restitué à l’issue du conflit de 17 villes à Philippe le Bon, alors comte de Namur.
En 1611, l’église est incorporée au chapitre de la collégiale de Fosses-la-Ville ; elle contient de magnifiques boiseries du XVIIIe siècle.
En 1830, la population s’élève à 376 habitants répartis dans 79 maisons. On compte 44 chevaux, 12 poulains, 84 bovins, 37 veaux, 29 porcs et 280 moutons. Extraction de minerai, un moulin à farine.

## Patrimoine et folklore

### Patrimoine architectural
- Eglise Saint-Remy. Edifice à la fois gothique et classique, construit du XVIe au XIXe siècle, dépendance du chapitre de Fosses depuis 1161 jusqu'à la fin de l'Ancien Régime[3].
- Ancien presbytère, rue du Trou Margot. Maison de style classique datant de 1782[4].

### Folklore
Une marche folklorique y est organisée annuellement en l’honneur de saint Walhère.

## Économie

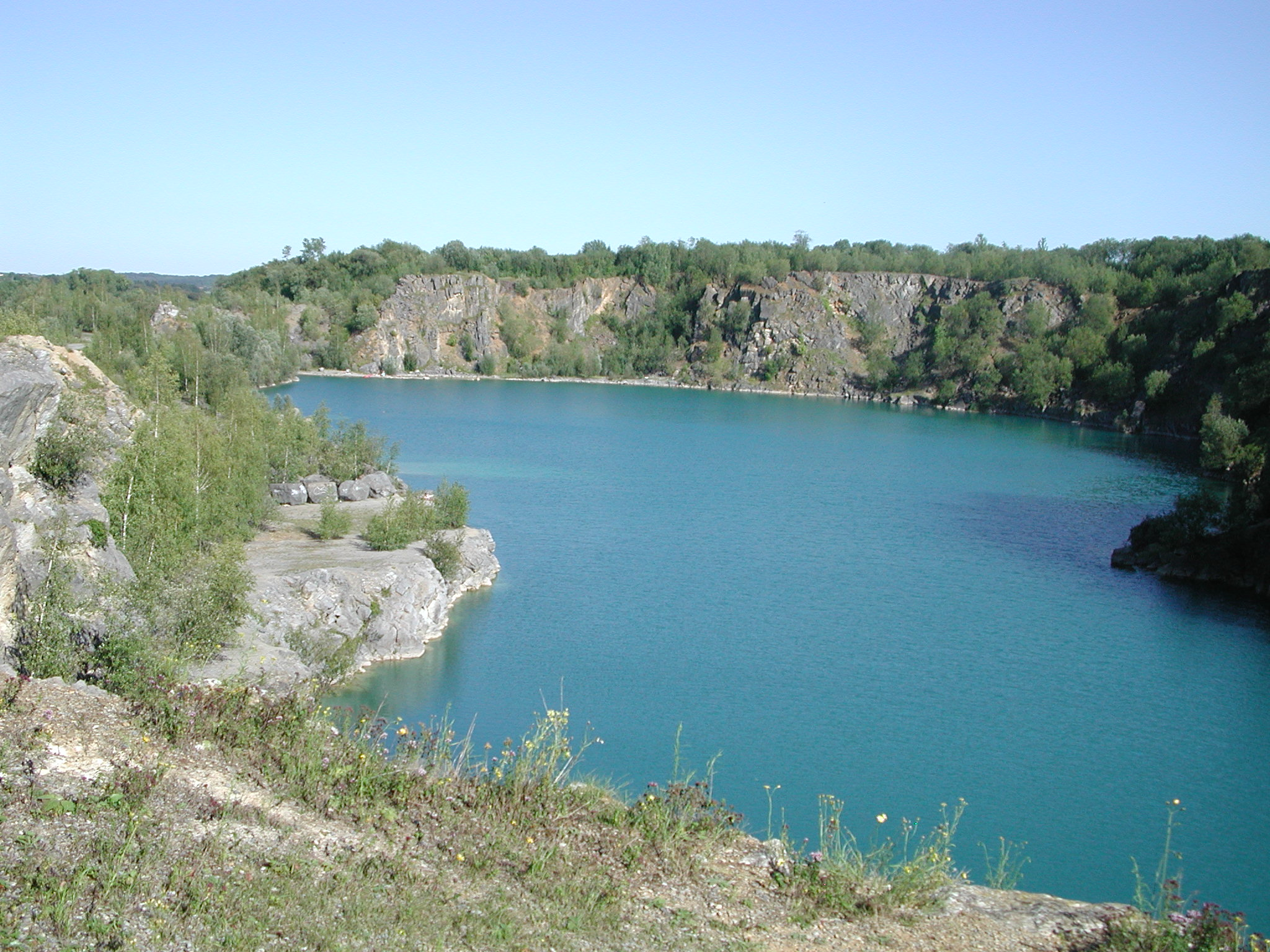
La carrière vue du haut.

Une carrière de marbre est ouverte à la fin du XIXe siècle puis une brasserie-malterie.
La ligne de chemin de fer Berzée-Laneffe, mise en service le 27 novembre 1848, afin d’enlever le minerai de fer extrait dans la région, dessert le village ; devenue la ligne 111, elle est fermée dans les années 1960.

## Personnalité
- André-Marcel Adamek (1946-2011[5]), écrivain, est né à Gourdinne.